# Ivan II. od Auvergnea
Ivan II. od Auvergnea (fra. Jean II d’Auvergne; † 28. rujna 1404.) bio je francuski plemić, grof Auvergnea (1386. — 1404.) i Boulognea (1386. — 1404.). Bio je član dinastije Auvergne. Njegovi roditelji su bili grof Ivan I. od Auvergnea i njegova jedina supruga, grofica Ivana od Clermonta, kći lorda Ivana od Charolaisa te praunuka kralja Luja IX. Svetog.

## Brak
Ivan II. je u Compiègneu, 9. kolovoza 1373., oženio Eleonoru od Commingesa, kćer Petra Rajmonda II. od Commingesa i njegove supruge Françoise. Ivan je bio Eleonorin drugi muž.
Eleonora i Ivan su imali samo jedno dijete, kćer Ivanu II. od Auvergnea (Jeanne II d’Auvergne; † 1424.), koja je oca i naslijedila. Ivana sama nije imala djece te je nju naslijedila njezina sestrična, Marija I. od Auvergnea.